# تومي ألدريدغ
تومي ألدريدغ (بالإنجليزية: Tommy Aldridge)‏ هو طبال أمريكي، ولد في 15 أغسطس 1950 في جاكسون في الولايات المتحدة.

## وصلات خارجية
- الموقع الرسمي
- تومي ألدريدغ على موقع ميوزك برينز (الإنجليزية)
- تومي ألدريدغ على موقع أول ميوزيك (الإنجليزية)
- تومي ألدريدغ على موقع ديسكوغز (الإنجليزية)